# باشگاه فوتبال اود-هورلی لوون
باشگاه فوتبال اود-هورلی لوون (هلندی: Oud-Heverlee Leuven) یک باشگاه فوتبال است که در شهر لوون کشور بلژیک پایه‌گذاری شده است.

## افتخارات
- لیگ دست دوم فوتبال بلژیک :
  - قهرمان

## بازیکنان ایرانی
- کاوه رضایی